# Selecció de rugbi XV de Corea del Sud
La Selecció de rugbi XV de Corea del Sud és l'entitat esportiva que representa a Corea del Sud en els esdeveniments internacionals de rugbi a 15. L'equip està reconegut oficialment com a Korea per part de la Federació Internacional de Rugbi. A data d'avui, la selecció coreana encara no ha debutat en cap Copa del Món.
La selecció coreana va viure els seus millors anys durant la dècada de 1980, moment en què va aconseguir proclamar-se vencedora de 3 campionats asiàtics de rugbi consecutius (derrotant en les tres ocasions a la poderosa selecció japonesa), i va arribar a disputar un partit amistós contra la selecció australiana. Corea del Sud ha disputat la fase de repesca de la Copa del Món en les edicions de 1999, 2003 i 2007, pe`ro en totes tres ocasions va quedar eliminada per part de la selecció de Tonga.

## Història
Actualment es desconeix quan es va començar a jugar al rugbi a Corea. A mitjans del segle xix, es registren els primers casos de pescadors europeus jugat els primers partits de rugbi al nord-est d'Àsia, concretament en els ports de Xangai i Yokohama, als països veïns de la Xina i el Japó, però no està documentat si aquest fet també va passar a Corea. Tot i així, sembla evident que ja tenia una certa presència a mitjans del segle xx. Corea va ser ocupada per Japó durant la Segona Guerra Mundial, essent el darrer la principal potència d'aquest esport a l'Àsia, i podria haver introduït l'esport en aquell moment. Corea del Sud encara manté una gran rivalitat amb el Japó avui dia.
Després de la guerra mundial i, més endavant, en el transcurs de la Guerra de Corea, la gran presència de tropes de països de la Commonwealth va acabar de cimentar la presència del rugbi. Un dels llegats d'aquest fet és que, tradicionalment, el rugbi a Corea del Sud ha tingut una gran presència a l'exèrcit. No obstant, el gran creixement econòmic que va experimentar Corea del Sud des de la dècada de 1960, va provocar que moltes corporacions coreanes fomentessin l'aparició d'equips de rugbi seguint el patró japonès, trencant en certa manera amb el domini de l'exèrcit.
Corea del Sud va intentar que es readmetés el rugbi als Jocs Olímpics quan Seül va ser la seu dels Jocsd'estiu de 1988, però no ho va acoonseguir. Roh Tae-woo, aleshores president del país, havia estat jugador de rugbi.
South Korea have emerged as an important rugby nation in Asia, since they won the Asian Championship in 1990.
Entre els jugadors més destacats de la història coreana destaquen:
- Lee Ken-yok.[1]
- Kim Yeon-ki.[1]
- Sung Hae-kyoung.[1]
- Roh Tae-woo, 13èpresident de Corea del Sud (1988–1993).[3]

### Rugbi entre els expatriats
El 1972 van començar a jugar equips d'expatriats a Corea del Sud. Es va formar un conjunt d'expatriats, anomenat Seoul Wanderers, que havia d'oposar-se als equips de les universitats locals i de l'exèrcit. Aquest conjunt va estar format per jugadors del Regne Unit, Nova Zelanda i Austràlia, pe`ro va desaparèixer el 1976. Tot i així, a finals del 1977 Billy Cornett i Brad Handley van decidir formar un nou equip d'expatriats, el Seoul Survivors. Actualment aquest equip encara juga al rugbi.